# Izák Jajteles
Izák Jajteles, v německé podobě Isaac Jeitteles, či Itzig Jeitteles, později působil pod pseudonymem Julius Seidlitz (3. září 1814, Praha - 8. března 1857, Vídeň), byl rakouský novinář a spisovatel. Pocházel z pražské židovské rodiny Jajtelesů. Někdy bývá zaměňován za svého příbuzného Ignáce Jajtelese (1783–1843).

## Život
Jajteles absolvoval obchodní učení a nějakou dobu také pracoval v tomto oboru. Již v roce 1837 vydal literární dílo pod jménem Julius Seidlitz. Krátce před smrtí kvůli sňatku konvertoval ke křesťanství. Jeho vdova se o několik let později znovu provdala za spisovatele Augusta Silbersteina.
Jako jeden z rakouských cenzurních uprchlíků žil Jajteles v Sasku, poté v Uhrách, vždy pracoval jako novinář, později ve Vídni, kde po roce 1848 redigoval Presse, založil Vorstadtzeitung a brzy nato se stal velmi populárním týdeník Feierstunden. Svého největšího úspěchu Jajteles dosáhl v roce 1837 s dílem Die Poesie und die Poeten in Österreich.

## Dílo (výběr)
- Novellen. Leipzig 1842.
- Die Poesie und die Poeten in Österreich. Grimma 1837 (2 sv.).
- Böhmen vor 400 Jahren, román, 1837 (3 sv.).
- Der Astrolog, román, 1839.
- Die letzten Adepten, román, 1855 (4 sv.).
- Doktorin Nacht, lidová hra